# フレデリック・ファン・オラニエ＝ナッサウ (1836-1846)
フレデリック・ファン・オラニエ＝ナッサウ（Frederik van Oranje-Nassau, 1836年8月22日 - 1846年1月23日）は、オランダの王族。オランダ王子フレデリックの次男。全名はウィレム・フレデリック・ニコラース・アルベルト（Willem Frederik Nicolaas Albert）。
フレデリックは1836年8月22日、フレデリックとその妃であったプロイセン王フリードリヒ・ヴィルヘルム3世の王女ルイーゼの間に第三子としてハーグで生まれた。しかし1846年1月23日、ハーグで病歿した。わずか9歳であった。